# Xylophanes chiron

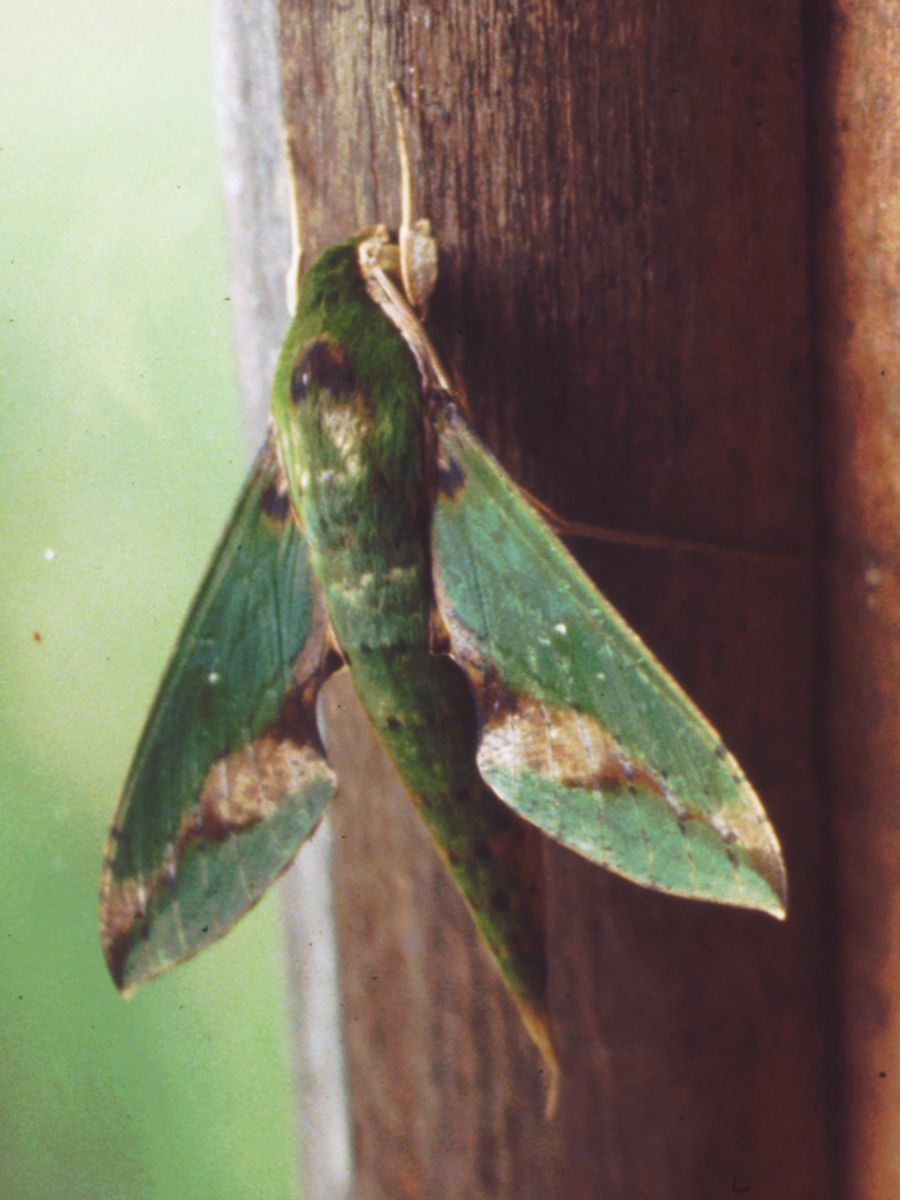
Xylophanes chiron

Xylophanes chiron ist ein Schmetterling (Nachtfalter) aus der Familie der Schwärmer (Sphingidae).

## Merkmale
Die Flügelspannweite der Falter beträgt 77 bis 81 Millimeter. Die Vorderflügel sind grün und mit einer gräulich braunen Binde versehen, so dass sie einem Blatt mit abgestorbenen Bereichen ähneln. Diese Färbung löst die Flügelform auf, so dass der wahre Umriss des Flügels auf einem entsprechenden Untergrund kaum noch erkennbar ist. Sie ist daher ein gutes Beispiel für eine sogenannte Somatolyse. Bei der Nominatunterart sind diese Flecke an der Costalader und im Analwinkel stark reduziert oder fehlen ganz. Die Raupen sind auffällig und glänzend grün gefärbt, auf den ersten beiden Abdominalsegmenten befinden sich paarige rot oder weißrot gerandete Augenflecke.

## Verbreitung
Das Verbreitungsgebiet von Xylophanes chiron erstreckt sich von Mexiko bis ins nördliche Argentinien sowie nach Guadeloupe, Martinique und Jamaika. Einige Individuen wurden auch in den Niederlanden entdeckt, wobei davon auszugehen ist, dass sie mit südamerikanischen Waren eingeschleppt wurden.

## Lebensweise
In Costa Rica fliegt die Art während des ganzen Jahres. In Peru werden mindestens drei Generationen gebildet, welche von Januar bis Februar, von Juni bis Juli und im Oktober fliegen. Die Falter fliegen gern künstliche Lichtquellen an, wobei die Weibchen einen größeren Abstand halten als die Männchen.
Die Weibchen locken die Männchen mit einem Pheromon an, welches von einer Drüse an der Spitze des Abdomens abgesondert wird.
Die Larven ernähren sich von verschiedenen Arten aus der Familie der Rötegewächse (Rubiaceae) und der  Vochysiaceae, dazu zählen beispielsweise: Coussarea austin-smithii, Coussarea caroliana, Faramea occidentalis, Faramea multiflora, Faramea stenura, Hamelia axillaris, Hamelia patens, Manettia reclinata, Morinda panamensis, Palicourea guianensis, Palicourea padifolia, Palicourea salicifolia, Psychotria acuminata, Psychotria angustiflora, Psychotria berteriana, Psychotria chagrensis, Psychotria correae, Psychotria cyanococca, Psychotria deflexa, Psychotria elata, Psychotria eurycarpa, Palicourea guianensis, Psychotria horizontalis, Psychotria lamarinensis, Psychotria pubescens, Psychotria racemosa, Psychotria microdon, Psychotria nervosa, Psychotria officinalis, Psychotria pittieri, Psychotria valerioi, Rudgea cornifolia, Rudgea reducticalyx, Spermacoce exilis, Vochysia guatemalensis.
Vertreter der Brackwespen (Braconidae) wie Meteorus congregatus parasitieren an den Larven.
Die Puppenruhe dauert 17 bis 35 Tage.

## Systematik

### Synonyme
- Sphinx sagittata Goeze, 1780
- Sphinx butus Fabricius, 1787

### Unterarten
Die Typuslokalität der Nominatunterart ist Jamaika.
- Xylophanes chiron chiron Drury, 1771
- Xylophanes chiron nechus Cramer, 1777
- Xylophanes chiron lucianus Rothschild & Jordan 1906

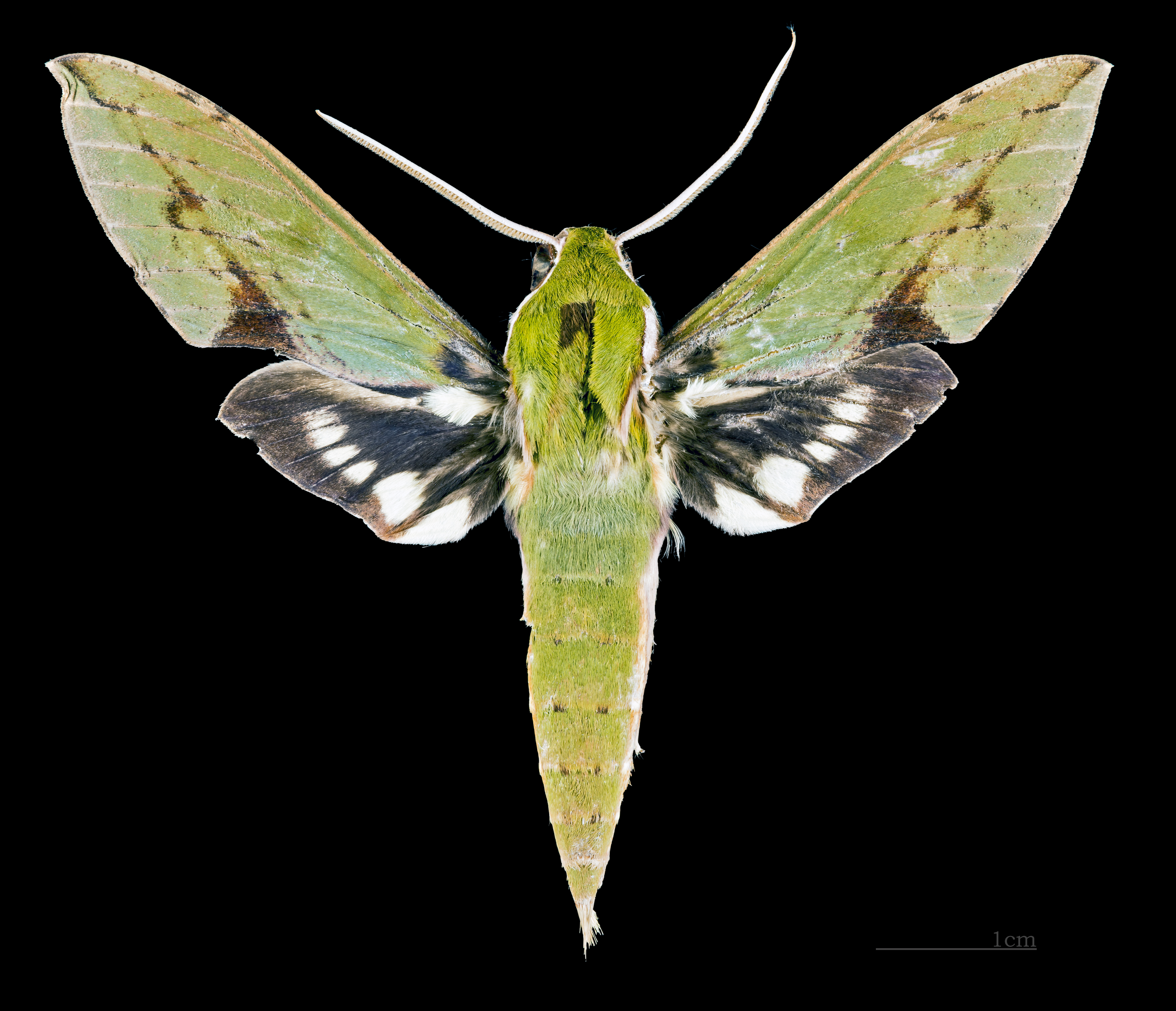
Xylophanes chiron nechus ♂
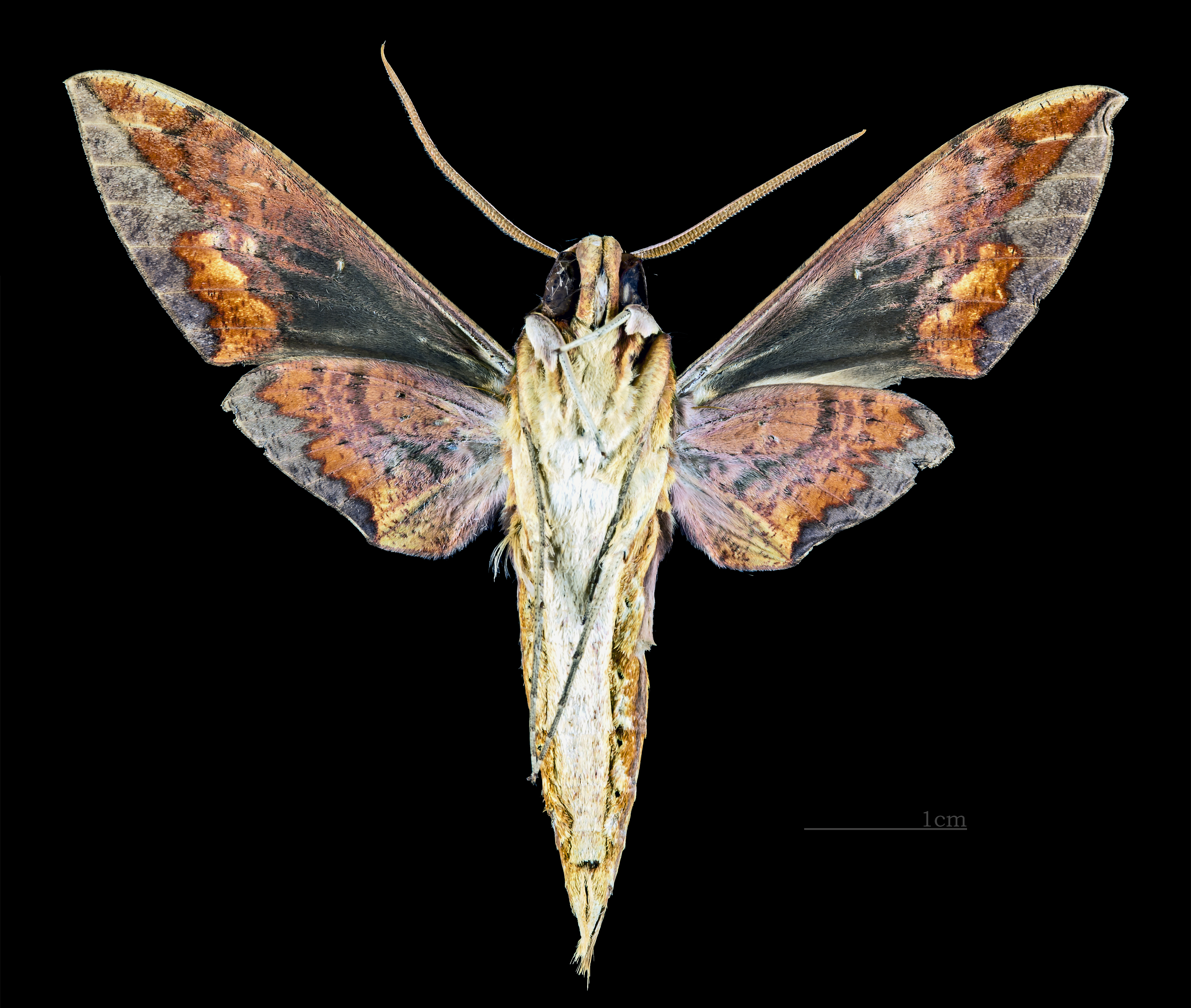
Xylophanes chiron nechus ♂  △
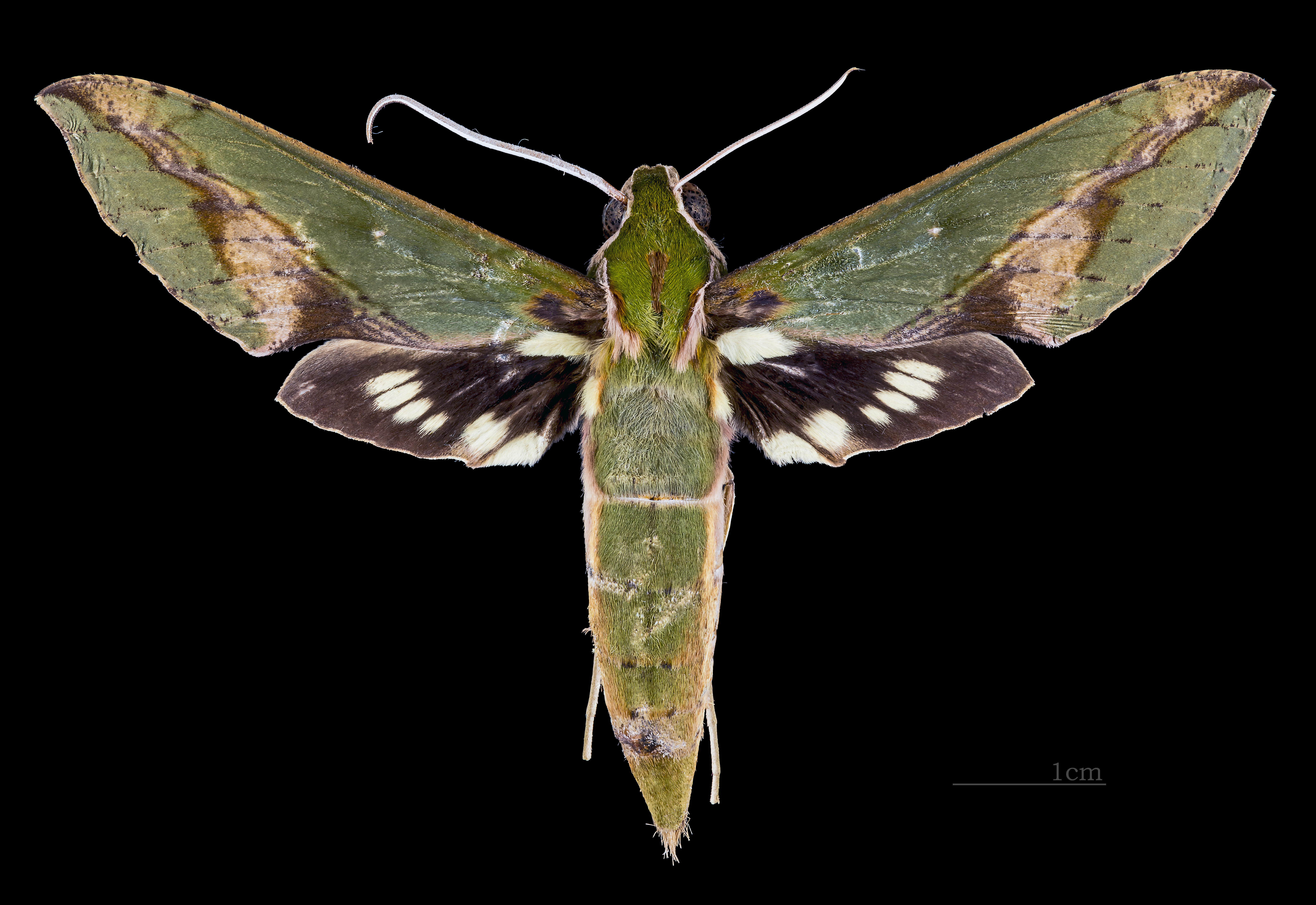
Xylophanes chiron nechus  ♀
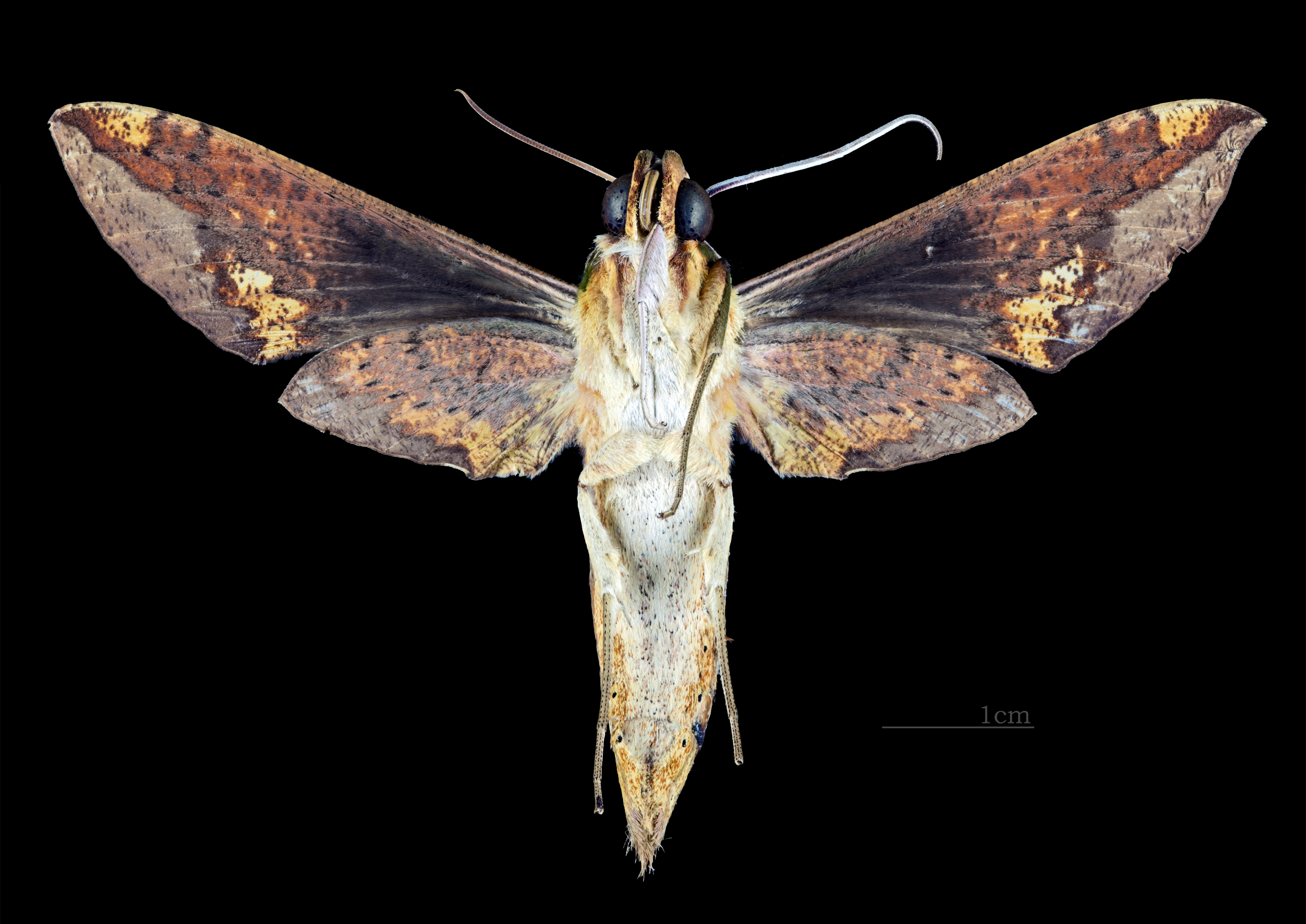
Xylophanes chiron nechus  ♀ △

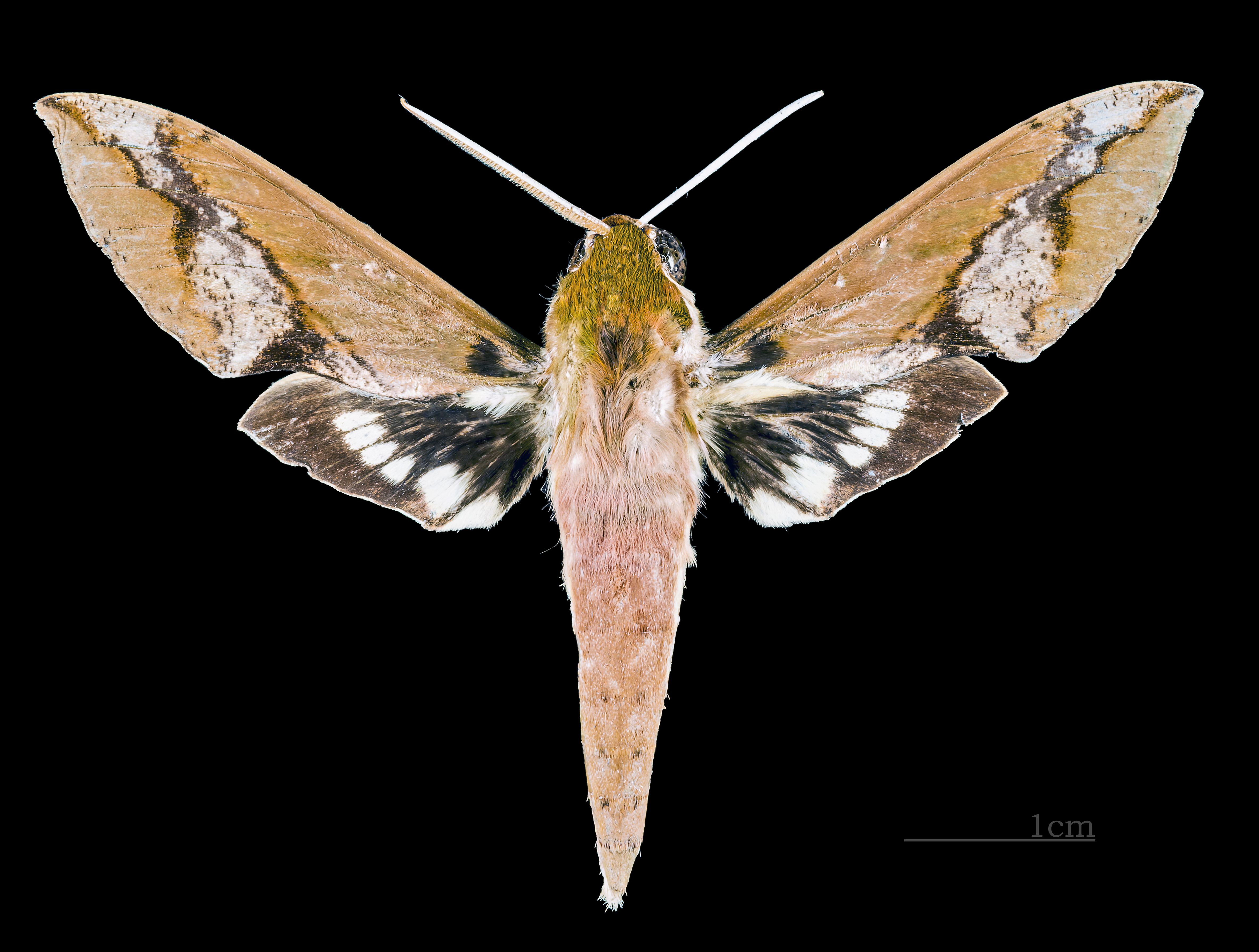
Xylophanes chiron cubanus ♂
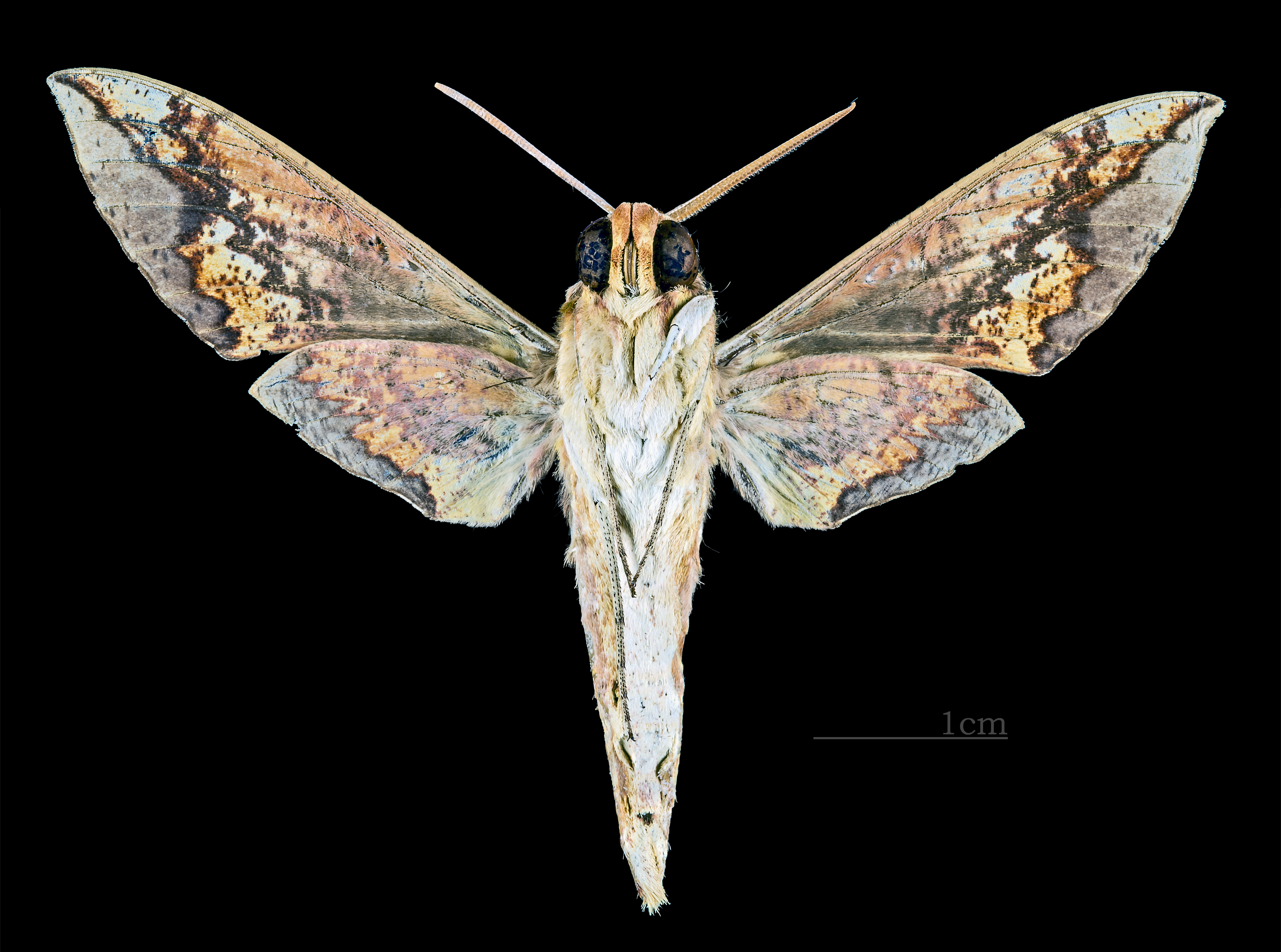
Xylophanes chiron cubanus ♂  △
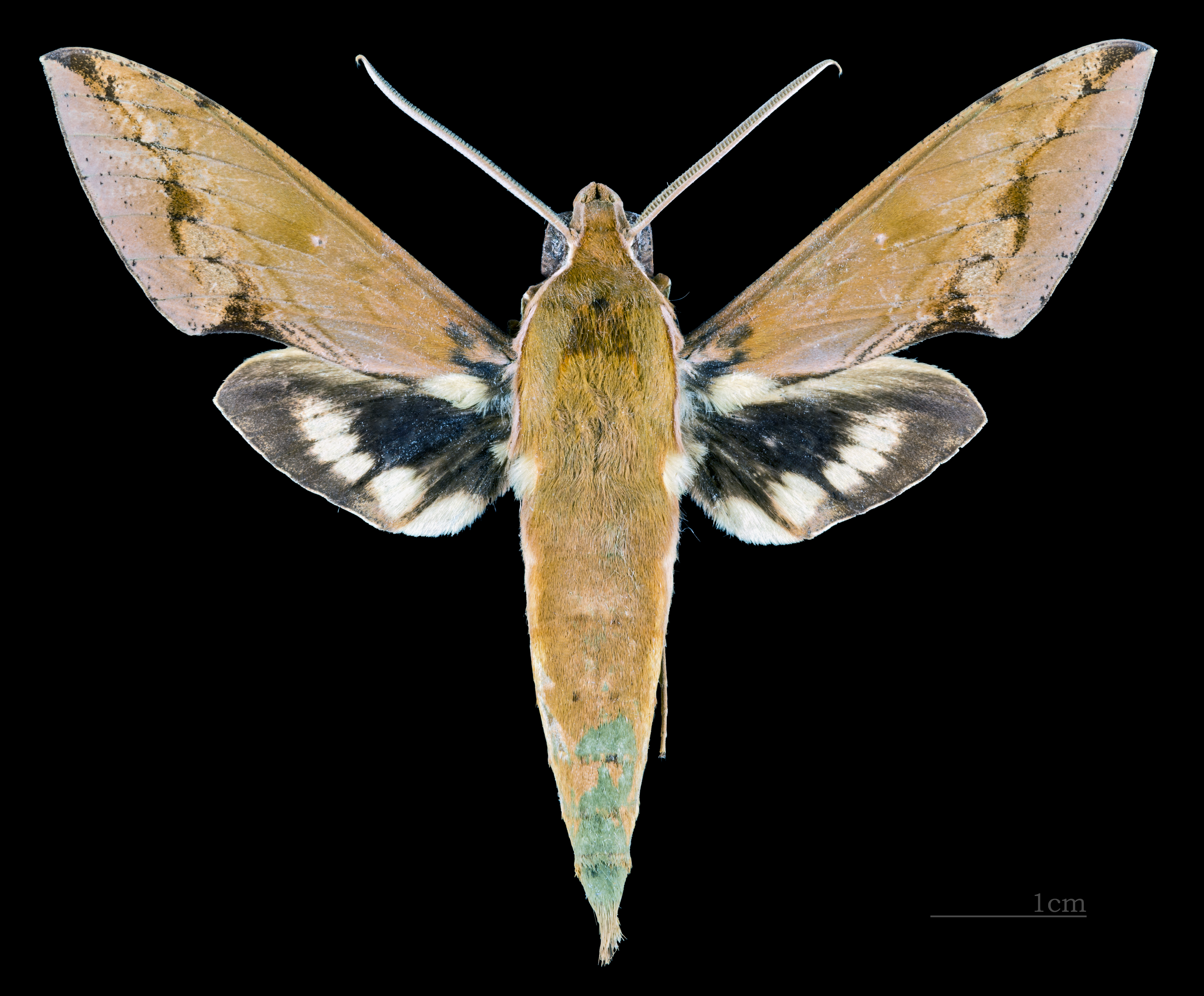
Xylophanes chiron lucianus ♂
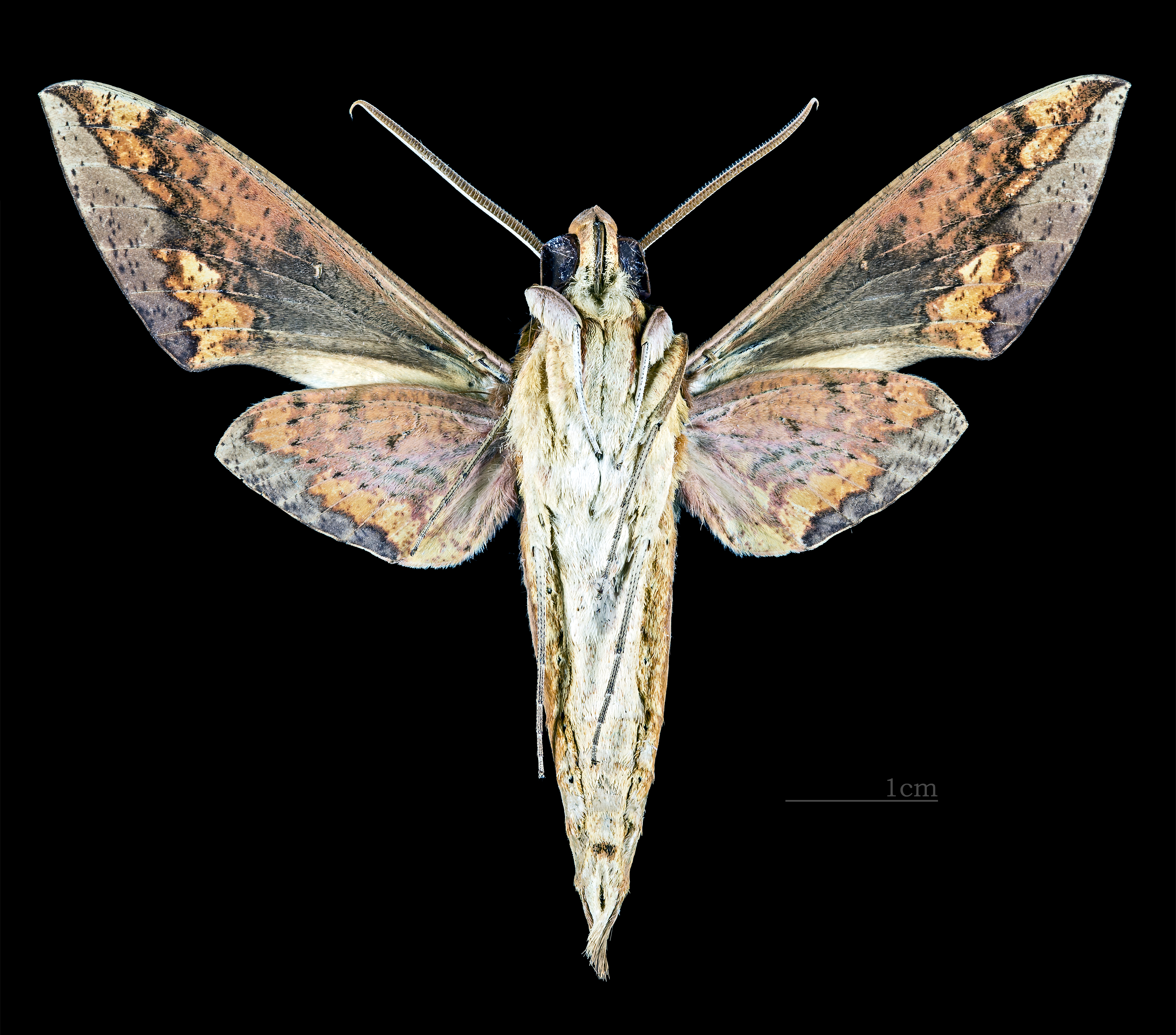
Xylophanes chiron lucianus ♂ △